# 本田貴子
本田貴子（日语：／ Honda Takako，1972年8月14日—），日本女性配音員、旁白。出身於東京都。大澤事務所所屬。原屬Office薰。身高173cm。B型血。

## 人物
勝田聲優學院第10期畢業（與遠近孝一、橘U子同期）。
在動畫中多出演成熟女性和少年角色。大多出現在海外電影的吹替、電視廣告的旁白，也是女星米拉·喬沃維奇的專屬吹替，此外還擔任荷莉·貝瑞、蘿莎瑞·道森、蔻碧·史莫德、希拉蕊·斯萬克等人。
幼年在觀看電視播放的《緊急追捕令》時受到父親詢問其中的角色魯邦（山田康雄配音）是誰，從而產生成為聲優最初意識的契機。喜歡的電影類型是戀愛、幻想型電影。另外，對於美漫、動作片、電視劇、恐怖片等喜好廣泛。

## 演出作品
※粗體字表示說明飾演的主要角色。

### 電視動畫
1998年
- 秀逗博士（男學生）

1999年
- 此時此刻的我（少年兵A）
- 大嘴鳥（1999～2001，大眼鳥、主婦A）
- 麻辣教師GTO（飯島冴子[5]、鯨川冬美）
- ∀鋼彈（賽西莉）
- 微星小超人（日语：小さな巨人 ミクロマン）（久磁耕平）
- 麻煩巧克力（日语：トラブルチョコレート）（沙丁）

2000年
- 學校怪談（青山一[6]）
- 哈姆太郎（哆哆、岩田加奈的母親）

2001年
- 妙妙魔法屋（木葉）
- 仰天人間（日语：仰天人間バトシーラー）（／／）
- 人造人009 THE CYBORG SOLDIER（009／島村喬〈幼年時期〉、梅里）
- 棋魂（日高由梨）
- 宇宙人形17（小川真二）

2002年
- 激鬥戰車（布拉德·芬奇）
- 麵包超人（コウモリン）
- 東京喵喵（桃宮櫻、壞心眼的女學生、隊長、智也、廣播）

2003年
- 激鬥戰車Nitro（日语：クラッシュギアNitro）
- 神魂合體（葵霧子）
- 真月譚 月姬（遠野四季〈幼少時期〉）
- 廢棄公主（卡洛琳）
- 偵探學園Q（五木千鶴子）
- 火影忍者（御手洗紅豆）
- 真珠美人魚（彩香）
- 洛克人EXE AXESS（白泉玉子）

2004年
- 阿嘉莎·克莉絲蒂的名偵探白羅與瑪波（麥可）
- 詩∽片（琉巫女）
- 今日大魔王！（莎朗）
- 神魂合體 SECOND SEASON（葵霧子）
- BLEACH（花刈甚太、石田雨龍〈少年時期〉、塔奴庫）
- 魔法少女隊 （バルヌ、哈塔）

2005年
- 冰上萬花筒（千葉）
- 地獄少女（骨女）
- SPEED GRAPHER（銀座雲雀[7]）
- 聖魔之血（卡特琳娜・絲佛札[8]）
- 到另一個你的身邊去（白鷺）
- 蜂蜜與四葉草（竹本祐太〈幼年時期〉）

2006年
- 銀魂（雲妮莎）
- 地獄少女 二籠（骨女）
- 黑騎士 ～奧拉克爾的勇者們～（莉莉）
- TSUBASA翼（阿修羅王）
- 東京暴族2（日语：TOKYO TRIBE2）（威武）
- NANA（早乙女淳子）
- Project BLUE 地球SOS（日语：Project BLUE 地球SOS）（安德森博士）
- 洛克人EXE BEAST+（白泉玉子）

2007年
- 花漾明星KIRARIN（歌山好美）
- 黑騎士 ～甦醒的太陽～（莉莉）
- DARKER THAN BLACK -黑之契約者-（四月）
- D.Gray-man（瑪赫希亞）
- 帝托拉傳奇（恩東〈幼年時期〉）
- 天元突破 紅蓮螺巖（吉米·阿塔伊、麗迪·賈克林）
- 電腦線圈（文惠的母親）
- 交響情人夢（河野毛江子[9]）
- BUZZER BEATER (WOWOW版)（阿畢爾）
- 神奇寶貝鑽石&珍珠（J）
- 新勇者萊汀（日语：REIDEEN）（星川花）

2008年
- 骷髏13 (2008年版)（凱薩琳）
- 地獄少女 三鼎（骨女）
- 西洋骨董洋菓子店 ～Antique～（榊櫻子）
- 深淵傳奇（ネフリー·オズボーン）
- 魍魎之匣（關口雪繪）

2009年
- 女王之刃 流浪的戰士（天使長、旁白）
- 女王之刃 王座的繼承者（天使長、旁白）
- 黑神 The Animation（大大姐）
- 續 夏目友人帳（澄江）
- DARKER THAN BLACK -流星之雙子-（四月）
- 火影忍者疾風傳（御手洗紅豆〈根之者〉）
- 鋼之鍊金術師 FULLMETAL ALCHEMIST（馬蒂）

2010年
- 鋼鐵人 (2010年動畫（日语：アイアンマン (2010年のアニメ)）)（田中知佳）
- 半妖少女綺麗譚（折形綾）
- COBRA THE ANIMATION（帕梅拉）
- 名偵探柯南（白鳥任三郎〈少年時期〉）

2011年
- UN-GO（虎山泉）
- 花牌情緣（甘糟那由太）
- 死囚樂園（真紀奈）
- 哈姆太郎[注 1]（哆哆）
- 花開物語（松前皐月、翠〈回想〉）
- 放浪男孩（雪／吉田紘之）
- 最後流亡 -銀翼的飛夢-（2011～2012，德蕾莎、歐蘭〈14歳〉）

2012年
- 女王之刃 叛亂（旁白）
- 坂道上的阿波羅（西見薰的母親〈西見小夜子〉）
- 戰國Collection（Visuna9000）
- Muv-Luv Alternative Total Eclipse（菲卡吉雅·拉托洛瓦[10]）
- 夏雪之約（小雪）
- BRAVE10（白群[11]）
- 李洛克的青春全力忍傳（御手洗紅豆）
- ROBOTICS;NOTES（伊禮瑞榎[12]）

2013年
- 青春紀行（多田萬里的母親）
- 花牌情緣2（甘糟那由太）
- 打工吧！魔王大人（佐佐木千穗的母親）
- 名偵探柯南（寅倉實那）

2014年
- 卡片戰鬥!! 先導者G（清洲茜）
- CROSSANGE 天使與龍的輪舞（吉爾／阿萊克特拉·瑪麗亞·馮·雷本赫爾茲[13]）
- 銀河騎士傳（佐佐木[14]）
- 鬼燈的冷徹（蕾蒂·莉莉絲）
- 47都道府犬R（日语：犬猫アワー 47都道府犬R&にゃ〜めん#47都道府犬R）（東京犬）

2015年
- 我被抓到貴族女校當「庶民樣本」（校長）
- 銀河騎士傳 第九行星戰役（佐佐木[15]）

2016年
- 卡片戰鬥!! 先導者G NEXT（清洲茜）
- 黑骸（凱莉·達諾姆）
- Dimension W（百合崎賽拉）
- 魔物獵人物語 RIDE ON（登登）

2017年
- BORUTO -火影新世代- NARUTO NEXT GENERATIONS-（御手洗紅豆）
- 巴哈姆特之怒 VIRGIN SOUL（妮娜·多蘭格的母親）
- 地獄少女 宵伽（骨女[16]）
- 卡片戰鬥!! 先導者G Z（清洲茜）
- 鬼燈的冷徹 第貳期（莉莉絲）

2018年
- 比宇宙更遠的地方（玉木真理的母親）
- 牙鬥獸娘（風真楓／守宮[17]）
- 鬼燈的冷徹 第貳期 其之貳（莉莉絲）
- 來自繽紛世界的明日（葵遙[18]）
- 名偵探柯南（井上春香）

2019年
- FAIRY TAIL魔導少年（艾琳·貝爾賽利翁）
- 魔法水果籃（草摩紅葉的母親）
- 滿月之戰（安娜的母親）
- 在地下城尋求邂逅是否搞錯了什麼II（伊絲塔[19]）
- PSYCHO-PASS 3（花城芙蕾德莉卡[20]）
- 花牌情緣3（甘糟那由太）
- 輕觸小發明 PIKACHIN-KIT（日语：ポチっと発明 ピカちんキット）（2019～2020，女王）

2020年
- 昨日之歌[21]（川島陽子）
- 籃球少年王（五月的妻子）
- 阿拉德 逆轉之輪（盧克西）
- 大欺詐師（法拉·布朗）
- 體操武士（小春）

2021年
- SK∞（鎌田貴理子）
- 真白之音（澤村梅子）
- 魔法水果籃 The Final（草摩紅葉的母親）
- 我的英雄學院 第5期（氣月置歲／好奇姐）
- 群馬寶寶（旁白[22]、諾拉）
- 三角窗外是黑夜（三角的母親）
- 終末的後宮（廣播解說）
- 國王排名（席娜[23]）
- 艾梅洛閣下II世事件簿 -魔眼蒐集列車 Grace note- 特別篇（蒼崎橙子）

2022年
- 數碼寶貝幽靈遊戲（阿傑特獸）
- RPG不動產（火龍）
- 打工吧！！魔王大人（佐佐木里穗）

2023年
- 開闊天空！光之美少女（凱塞琳・安達古）
- HIGH CARD 至高之牌（阿雅·塔瓦瓦）
- 群馬寶寶 Season 2（旁白、迷你ハニワ、諾拉、艾斯）
- 女神咖啡廳（紅葉的母親）
- 國王排名 勇氣的寶箱（席娜）
- 機動戰士鋼彈 水星的魔女（宇宙議會聯合艦隊司令）
- 泡泡糖忍戰（歐傑特）
- 屍體如山的死亡遊戲（魯芙·維爾萊茲）

2024年
- 碰之道（梨子的母親）
- 百千家的妖怪王子（貓好好）
- 魔法科高中的劣等生 第3期（佐伯廣海）
- 寶可夢地平線（蕾荷）
- 女神咖啡廳 第2期（紅葉的母親）
- 魔王軍最強的魔術師是人類（艾爾托麗雅）
- 我的英雄學院 第7期（氣月置歲／好奇姐）
- 名偵探柯南（瑪麗·世良／赤井瑪麗）
- 七大罪 啟示錄四騎士 第2期（里貝特）

2025年
- 中年大叔轉生反派千金（屯田林美津子[24]）
- 一桿青空（惠）
- 末日後酒店（[25]）

### OVA
1999年
- 太陽之船（日语：太陽の船 ソルビアンカ）（主播B）

2002年
- 哈姆太郎的生日 ～尋找媽媽 三千走走～（哆哆）

2003年
- 哈姆好友的尋寶大作戰 ～哈姆哈！美好的海邊暑假～（哆哆）

2004年
- 新蓋特機器人（早乙女美芝）
- 哈姆好友與彩虹王國的王子殿下 ～世界第一的寶藏～（哆哆）
- 哈姆好友的目標！哈姆哈姆金牌 ～跑吧！跑吧！大作戰！～（哆哆）

2009年
- 少女FIGHT（日语：少女ファイト）（由良木政子）
- 聖鬥士星矢 THE LOST CANVAS 冥王神話（天孤星貝希莫斯的維奧雷特）

2010年
- 女王之刃 美麗的鬥士們（天使長）
- Halo Legends Episode.5「Homecoming」（哈爾西博士）
- Halo Legends Episode.7「The Package」（凱莉）

2011年
- 女王之刃 新的師徒、新的戰鬥（旁白）

2012年
- 野良劇！（好女人）

2013年
- Kick-Heart（女士S）※汤浅政明利用Kickstarter众筹资金制作的动画

### 電影動畫
1999年
- 生之喜悅（日语：ハッピーバースデー 命かがやく瞬間#アニメ映画）（吉浦茂）

2001年
- 夏日追蹤（日语：いのちの地球 ダイオキシンの夏）（盧西奧）
- 哈姆太郎：哈姆哈姆樂園大冒險（哆哆）

2002年
- 哈姆太郎：哈姆哈姆哈姆迦！夢幻的公主（哆哆）
- （木村高志〈少年時期〉[26]）

2003年
- 哈姆太郎：哈姆哈姆大獎賽！極光谷的奇蹟（哆哆）

2004年
- 哈姆太郎：哈姆太郎與不可思議的圖畫本高塔（哆哆）
- 劇場版 火影忍者：木葉村大運動會（御手洗紅豆）
- DEAD LEAVES（日语：DEAD LEAVES）（潘迪）

2005年
- 劇場版 火影忍者：大激突！夢幻的地底遺跡（鐵木真的童年玩伴）

2006年
- 劇場版 BLEACH MEMORIES OF NOBODY（花刈甚太）
- 劇場版 神奇寶貝：蒼海的王子 瑪納霏（美蘭姆）

2007年
- 劇場版 空之境界（蒼崎橙子）
  - 第一章 俯瞰風景
  - 第二章 殺人考察（前）

2008年
- 蠟筆小新：風起雲湧的金矛勇者（普莉蓮）
- 劇場版 空之境界（蒼崎橙子）
  - 第三章 痛覺殘留
  - 第四章 伽藍之洞
  - 第五章 矛盾螺旋
  - 第六章 忘却錄音
- 劇場版 天元突破 紅蓮螺巖（吉米·阿塔伊、麗迪·賈克林）
- 地獄天使 (漫畫)（EW隊長）

2009年
- 劇場版 空之境界 第七章 殺人考察（後）（蒼崎橙子）

2011年
- UN-GO episode:0 因果論（虎山泉）

2012年
- 劇場版 神奇寶貝：酋雷姆VS聖劍士 凱路迪歐（畢力吉翁）

2013年
- 劇場版 空之境界 未來福音／未來福音 extra chorus（蒼崎橙子[27]）
- 劇場版 花開物語 HOME SWEET HOME（松前皐月[28]）
- 魔法少女姐妹悠悠和寧寧（悠寧[29]）
- Kick-Heart（Lady S）

2015年
- 劇場版 銀河騎士傳 （页面存档备份，存于）（佐佐木）

2019年
- PSYCHO-PASS Sinners of the System Case.2 First Guardian（花城芙蕾德莉卡[30]）
- PSYCHO-PASS Sinners of the System Case.3 恩仇的彼方（花城芙蕾德莉卡[31]）

2020年
- PSYCHO-PASS心靈判官3 FIRST INSPECTOR（花城芙蕾德莉卡）

2021年
- 銀河騎士傳 織愛之星（佐佐木）

2023年
- 劇場版 PSYCHO-PASS心靈判官 PROVIDENCE（花城芙蕾德莉卡[32]）

### 網路動畫
2016年
- 寶可夢世代（泉）

2025年
- Enter The Garden Ep.2 Fractured Reflections -橢圓曲線上的世界-（ライザン[33]）

### 遊戲
1998年
- 閃亮銀槍（日语：レイディアントシルバーガン）（夏蓉）

2003年
- SOCOM II（日语：SOCOM II）（HQ）

2004年
- 死亡打字鬼屋（日语：ザ・ハウス・オブ・ザ・デッド 2#ザ・タイピング・オブ・ザ・デッド）（詹姆斯少年）

2005年
- 召喚夜響曲外傳 破曉之翼（柚月）
- 雷霆任務5 戰爭的傷痕（日语：FRONT MISSION5 Scars of the War）（琳恩·溫萊特、沃特與琳恩的女兒）
- 俠盜銀河（安潔拉·席斯、法布爾）

2006年
- 女神戰記2 希爾梅莉亞（塞蕾斯、索法菈、迪莉絲、奧卡娜、伊瑟莉亞女王）
- 召喚夜響曲4（柚月）
- 古墓奇兵：不死傳奇（蘿拉·卡芙特）

2007年
- 奧丁領域（艾法莉亞、奧傑塔）
- 戰神II 終焉的序曲（拉克西絲）
- 古墓奇兵：重返禁地（蘿拉·卡芙特）

2008年
- 幻想水滸傳 黃道之輪（日语：幻想水滸伝ティアクライス）（麗姿朗）
- 星海遊俠2 二次進化
- 劍魂IV（安哥爾·菲亞、修羅）
- Too Human（日语：Too Human）（海爾）
- 武裝神姬 BATTLE RONDO（日语：神姫NET）（蠍子型MMS 葛拉菲歐斯）
- 虹彩六號：拉斯維加斯2（畢曉普）

2009年
- 蠟筆小新：黏土造型大變身！（日语：クレヨンしんちゃん 嵐を呼ぶ ねんどろろ〜ん大変身!）（路倫）
- 地獄少女 澪緣（骨女）
- 星海遊俠4 -最後的希望-（伊蕾娜·佛蕾絲、伊瑟莉亞女王）
- 劍魂 Broken Destiny（原創角色）
- 星環戰役（塞雷納）
- 真名法典2（日语：マグナカルタ2）（梅麗莎·提斯）
- 古墓奇兵：地城奪寶（蘿拉·卡芙特）

2010年
- 星海遊俠4 -最後的希望- INTERNATIONAL（伊蕾娜·佛蕾絲、伊瑟莉亞女王）
- 輻射：新維加斯（キャス ―ローズ·オブ·シャロン＝キャシディ）
- 古墓奇兵：光之守護者（蘿拉·卡芙特）

2011年
- 惡魔倖存者 超時極限（飯綱美紗希）

2012年
- 阿修羅之怒（七星天奧爾嘉）
- 第2次超級機器人大戰Z 再世篇（吉米·阿塔伊）
- ROBOTICS;NOTES（伊禮瑞榎[34]）

2013年
- 心願的碎片和白銀的契約者（麗鳳夫人[35]）
- Muv-Luv Alternative Total Eclipse（菲卡吉雅·拉托洛瓦[36]）

2014年
- 看門狗（妮琪·皮爾斯[37]）
- 第3次超級機器人大戰Z 時獄篇／天獄篇（吉米·阿塔伊）
- 火影忍者疾風傳 終極風暴革命 REVOLUTION（御手洗紅豆[38]）

2015年
- CROSSANGE 天使與龍的輪舞tr.（吉爾／阿萊克特拉·瑪麗亞·馮·雷本赫爾茲[39]）
- JoJo的奇妙冒險 天國之眼（日语：ジョジョの奇妙な冒険 アイズオブヘブン）（奎絲[40]）

2016年
- 上古卷軸Online（阿依倫[41]）
- 星海遊俠：回憶（日语：スターオーシャン:アナムネシス）（伊蕾娜·佛蕾絲）
- 超級機器人大戰OG THE MOON DWELLERS（芙露·門羅[42]）
- 緋夜傳奇（梅蒂莎）
- 最終幻想世界（希瓦）

2017年
- 超級機器人大戰V（吉爾）
- 星海遊俠4 -THE LAST HOPE- 4K & Full HD Remaster（伊蕾娜·佛蕾絲、伊瑟莉亞女王）

2018年
- 超級機器人大戰X（吉爾、吉米·阿黛）
- Marvel's SPIDER-MAN（銀貂／西爾弗·薩布利諾娃）

2019年
- 超級機器人大戰X-Ω（日语：スーパーロボット大戦X-Ω）（吉爾）
- 鬼燈的冷徹 ～地獄益智隨你挑戰（莉莉絲）

### 廣播劇CD
- Ai Death Gun（大澤）
- 雨夜之月（日语：あまつき）（白藍）
- 夜囁（卡洛琳）
- 閃靈二人組 奪回永遠的羈絆！篇2 ～Bug's Karma～（毒蜂）
- 少女FIGHT（日语：少女ファイト）（由良木政子）[注 2]
- 新鬼武者 DAWN OF DREAMS（風魔之忍2）
- SOUL EATER Vol.1 特別社會科見學（奇多）
- TV animation 深淵傳奇 廣播劇CD III 罪降雪（傑特·卡迪斯〈少年時期〉）
- 「Danza（日语：Danza）」PLUS「COPPERS（日语：COPPERS）」（莫琳）
- （達芙妮）
- 變身公主（豐實琴（日语：革命の日））
- Landreaall（日语：Landreaall）系列
  - Landreaall
  - Landreaall2 -七不思議-
  - Landreaall3 -術祭-
  - Landreaall -！-

### 外語配音

#### 電影／電視影集
| 作品年份 | 作品名稱                     | 配演角色                   | 演員                   | 媒介                         |
| -------- | ---------------------------- | -------------------------- | ---------------------- | ---------------------------- |
| 2004     | 蜘蛛人2                      | 貝蒂·布蘭特                | 伊麗莎白·班克斯        | 劇院公映版                   |
| 2005     | 男人四十戇居居               | 貝絲                       | 伊麗莎白·班克斯        | DVD版本                      |
| 2006     | 撕裂人                       | 史妲拉·葛蘭                | 伊麗莎白·班克斯        | DVD版本                      |
| 2007     | 蜘蛛人3                      | 貝蒂·布蘭特                | 伊麗莎白·班克斯        | 劇院公映／日本電視台版       |
| 2008     | 愛情三選一                   | “艾蜜莉·瓊斯”／莎拉·海斯   | 伊麗莎白·班克斯        | BD&DVD版本                   |
| 2008     | 模範大哥哥                   | 貝絲                       | 伊麗莎白·班克斯        | DVD版本                      |
| 2010     | 關鍵救援72小時               | 拉拉·布倫南                | 伊麗莎白·班克斯        | DVD版本                      |
| 2002     | 詹姆士·龐德：不日殺機        | 吉婭辛塔·“金克斯”·詹森     | 荷莉·貝瑞              | 影碟版本                     |
| 2003     | X戰警2                       | 暴風女／奧洛羅·蒙羅        | 荷莉·貝瑞              | 劇院公映版本                 |
| 2003     | 鬼影人                       | 米蘭達·葛瑞                | 荷莉·貝瑞              | DVD版本                      |
| 2004     | 貓女                         | 貓女／瑟琳娜·凱爾          | 荷莉·貝瑞              | 影碟版本                     |
| 2006     | X戰警：最後戰役              | 暴風女／奧洛羅·蒙羅        | 荷莉·貝瑞              | 劇院公映版本                 |
| 2007     | 勾引陌生人                   | 羅伊娜·普萊斯              | 荷莉·貝瑞              | DVD版本                      |
| 2012     | 雲圖                         | 梅洛尼姆 等                | 荷莉·貝瑞              | BD版本                       |
| 2013     | 絕命連線                     | 喬丹·特納                  | 荷莉·貝瑞              | DVD版本                      |
| 2014     | X戰警：未來昔日              | 暴風女／奧洛羅·蒙羅        | 荷莉·貝瑞              | BD版本                       |
| 2017     | 綁架                         | 卡拉·戴森                  | 荷莉·貝瑞              | BD&DVD版本                   |
| 2017     | 金牌特務：機密對決           | 伊莉莎白／薑汁汽水         | 荷莉·貝瑞              | 劇院公映版本                 |
| 2019     | 捍衛任務3：全面開戰          | 蘇菲亞·艾-阿茲瓦           | 荷莉·貝瑞              | BD&DVD版本                   |
| 2003     | 德州電鋸殺人狂 (2003年電影)  | 艾琳                       | 潔西卡·貝兒            | DVD版本                      |
| 2004     | 刀鋒戰士3                    | 艾碧嘉·惠斯勒              | 潔西卡·貝兒            | 東京電視台版                 |
| 2006     | 戰魂榮歸                     | 凡妮莎·普萊斯              | 潔西卡·貝兒            | DVD版本                      |
| 2007     | 當我們「假」在一起           | 艾莉克絲·麥唐納            | 潔西卡·貝兒            | DVD版本                      |
| 2010     | 情人節快樂                   | 卡拉·莫納罕                | 潔西卡·貝兒            | DVD版本                      |
| 2012     | 攔截記憶碼                   | 梅琳娜                     | 潔西卡·貝兒            | BD版本                       |
| 2017     | 罪人                         | 寇拉·坦内蒂                | 潔西卡·貝兒            | WOWOW版                      |
| 1999     | 布朗的安魂曲                 | 珍·貝克                    | 莎瑪·布萊兒            | VHS版本                      |
| 2001     | 奪命鴛鴦                     | 尚恩·霍洛威                | 莎瑪·布萊兒            | DVD版本                      |
| 2004     | 地獄怪客                     | 麗茲·雪曼                  | 莎瑪·布萊兒            | BD&DVD版本                   |
| 2008     | 地獄怪客2：金甲軍團          | 火焰女麗茲                 | 莎瑪·布萊兒            | BD&DVD版本                   |
| 2002     | YaYa私密日記                 | 希德麗·“希達”·沃克         | 珊卓·布拉克            | DVD版本                      |
| 2006     | 跳越時空的情書               | 凱特·佛斯特醫師            | 珊卓·布拉克            | 影碟版本                     |
| 2011     | 心靈鑰匙                     | 琳達·雪爾                  | 珊卓·布拉克            | BD&DVD版本                   |
| 2013     | 麻辣嬌锋                     | 莎拉·艾許本                | 珊卓·布拉克            | BD版本                       |
| 2018     | 瞞天過海：八面玲瓏           | 黛比·歐遜                  | 珊卓·布拉克            | 劇院公映版本                 |
| 2018     | 蒙上你的眼                   | 梅樂莉·海耶斯              | 珊卓·布拉克            | Netflix頻道                  |
| 1998     | 安娜馬德蓮娜                 | 莫敏兒                     | 陳慧琳                 | DVD版本                      |
| 2000     | 薰衣草                       | 雅典娜                     | 陳慧琳                 | DVD版本                      |
| 2000     | 東京攻略                     | Macy                       | 陳慧琳                 | VHS&DVD版本                  |
| 2004     | 大事件                       | 方潔霞                     | 陳慧琳                 | DVD版本                      |
| 2014     | 西遊記之大鬧天宮             | 觀世音菩薩                 | 陳慧琳                 | DVD版本                      |
| 2016     | 西遊記之孫悟空三打白骨精     | 觀世音菩薩                 | 陳慧琳                 | BD&DVD版本                   |
| 2002     | MIB星際戰警2                 | 蘿拉·瓦茲奎茲              | 蘿莎瑞·道森            | 劇院公映／朝日電視台版       |
| 2002     | 星際冒險王                   | 狄娜·雷克                  | 蘿莎瑞·道森            | DVD版本                      |
| 2002     | 25小時                       | 納蒂雷爾·里維埃拉          | 蘿莎瑞·道森            | DVD版本                      |
| 2005     | 萬惡城市                     | 蓋兒                       | 蘿莎瑞·道森            | DVD版本                      |
| 2008     | 七磅                         | 埃米莉·波薩                | 蘿莎瑞·道森            | DVD版本                      |
| 2010     | 煞不住                       | 康妮·胡波                  | 蘿莎瑞·道森            | DVD版本                      |
| 2014     | 萬惡城市2：紅顏奪命          | 蓋兒                       | 蘿莎瑞·道森            | DVD版本                      |
| 2014     | 雪地迷蹤                     | 妮可·登祿普                | 蘿莎瑞·道森            | DVD版本                      |
| 2015     | 夜魔俠                       | 克萊兒·坦普爾              | 蘿莎瑞·道森            | Netflix頻道                  |
| 2015     | 潔西卡·瓊斯                  | 克萊兒·坦普爾              | 蘿莎瑞·道森            | Netflix頻道                  |
| 2016     | 盧克·凱奇                    | 克萊兒·坦普爾              | 蘿莎瑞·道森            | Netflix頻道                  |
| 2017     | 鐵拳俠                       | 克萊兒·坦普爾              | 蘿莎瑞·道森            | Netflix頻道                  |
| 1998     | 老師不是人                   | 史托克利·“史托克”·米歇爾   | 可莉·杜瓦              | DVD版本                      |
| 1999     | 太空異種                     | 南                         | 可莉·杜瓦              | DVD版本                      |
| 1999     | 女生向前走                   | 戈奧爾吉納·塔斯金          | 可莉·杜瓦              | DVD版本                      |
| 2000     | 天命真女                     | 米米                       | 可莉·杜瓦              | DVD版本                      |
| 1999     | 酷暑殺手                     | 魯比                       | 珍妮弗·艾斯波西多      | DVD版本                      |
| 2000     | 神鬼大反撲                   | 索利納                     | 珍妮弗·艾斯波西多      | 影碟版本                     |
| 2004     | 衝擊效應                     | 瑞雅                       | 珍妮弗·艾斯波西多      | BD&DVD版本                   |
| 2004     | 終極殺陣：計程車女王         | 瑪莎·羅賓斯                | 珍妮弗·艾斯波西多      | 影碟版本                     |
| 2009     | 鼠來寶2                      | 珍妮〈配音〉               | 安娜·法瑞絲            | DVD版本                      |
| 2011     | 鼠來寶3                      | 珍妮〈配音〉               | 安娜·法瑞絲            | DVD版本                      |
| 2015     | 鼠來寶4                      | 珍妮〈配音〉               | 安娜·法瑞絲            | DVD版本                      |
| 2003     | 蒙娜麗莎的微笑               | 吉塞爾·利維                | 瑪姬·吉倫荷            | 影碟版本                     |
| 2005     | 幸福结局                     | 朱迪                       | 瑪姬·吉倫荷            | DVD版本                      |
| 2008     | 黑暗騎士                     | 瑞秋·道斯                  | 瑪姬·吉倫荷            | 影碟版本                     |
| 2013     | 白宮末日                     | 卡蘿·菲妮提                | 瑪姬·吉倫荷            | 劇院公映版本                 |
| 2006     | 黃真伊                       | 黄真伊                     | 河智苑                 | DVD版本                      |
| 2010     | 秘密花園                     | 吉裸恁                     | 河智苑                 | DVD版本                      |
| 2011     | 深海之戰                     | 海準                       | 河智苑                 | BD&DVD版本                   |
| 2012     | 愛上王世子                   | 金恒兒                     | 河智苑                 | 電視播出版                   |
| 1996     | 牠不重，牠是我寶貝           | 馬提·普雷斯頓              | 布雷克·海倫            | VHS版本                      |
| 1999     | 牠不重，牠是我寶貝2          | 馬提·普雷斯頓              | 布雷克·海倫            | DVD版本                      |
| 2006     | 牠不重，牠是我寶貝3          | 馬提·普雷斯頓              | 布雷克·海倫            | DVD版本                      |
| 1998     | 霓裳情挑                     | 吉雅·卡蘭芝                | 安潔莉娜·裘莉          | DVD版本                      |
| 2007     | 無畏之心                     | 瑪莉安·波爾                | 安潔莉娜·裘莉          | DVD版本                      |
| 2016     | 功夫熊貓3                    | 悍嬌虎                     | 安潔莉娜·裘莉          | BD版本                       |
| 2000     | 致命交易                     | 露西亞                     | 米拉·喬沃維奇          | VHS版本                      |
| 2002     | 惡靈古堡                     | 艾莉絲                     | 米拉·喬沃維奇          | 影碟版本                     |
| 2002     | 危機上身                     | 艾琳                       | 米拉·喬沃維奇          | VHS&DVD版本                  |
| 2004     | 惡靈古堡2：啟示錄            | 艾莉絲                     | 米拉·喬沃維奇          | 影碟版本                     |
| 2006     | 紫光任務                     | Violet Song jat Shariff    | 米拉·喬沃維奇          | DVD版本                      |
| 2006     | 魔鬼交鋒                     | 凱特                       | 米拉·喬沃維奇          | DVD版本                      |
| 2007     | 惡靈古堡3：大滅絕            | 艾莉絲                     | 米拉·喬沃維奇          | 影碟版本                     |
| 2009     | 蜜月變奏曲                   | 森德妮                     | 米拉·喬沃維奇          | DVD版本                      |
| 2009     | 第四類接觸                   | 艾碧葛·“艾比”·泰勒博士     | 米拉·喬沃維奇          | BD&DVD版本                   |
| 2010     | 惡靈古堡4：陰陽界            | 艾莉絲                     | 米拉·喬沃維奇          | 劇院公映版本                 |
| 2010     | 色獄心機                     | 盧切塔·克雷森              | 米拉·喬沃維奇          | DVD版本                      |
| 2011     | 愛上笨男人                   | 娜丁                       | 米拉·喬沃維奇          | DVD版本                      |
| 2011     | 幻影殺機                     | 零售商安娜                 | 米拉·喬沃維奇          | DVD版本                      |
| 2012     | 惡靈古堡5：天譴日            | 艾莉絲                     | 米拉·喬沃維奇          | 劇院公映版本                 |
| 2014     | 辛白林                       | 皇后                       | 米拉·喬沃維奇          | DVD版本                      |
| 2015     | 倒數行動                     | 凱特·雅博特                | 米拉·喬沃維奇          | DVD版本                      |
| 2016     | 惡靈古堡：最終章             | 艾莉絲                     | 米拉·喬沃維奇          | 劇院公映版本                 |
| 2018     | 末日荒原                     | Drug Lord                  | 米拉·喬沃維奇          | BD&DVD版本                   |
| 2018     | 震撼真相                     | 芙拉特卡·藍迪              | 米拉·喬沃維奇          | BD&DVD版本                   |
| 2019     | 地獄怪客：血后的崛起         | “血后”薇薇安·妮妙          | 米拉·喬沃維奇          | 劇院公映版本                 |
| 2003     | 魔鬼終結者3                  | T-X                        | 克麗絲汀娜·羅肯        | 日本電視台版                 |
| 2004     | 黑暗王朝：魔域屠龍           | 布倫希爾德                 | 克麗絲汀娜·羅肯        | DVD版本                      |
| 2007     | 再生殺手                     | 珍妮·瓦斯科                | 克麗絲汀娜·羅肯        | BS朝日版                     |
| 2008     | 鷹眼                         | 瑞秋·霍洛曼                | 蜜雪兒·摩納漢          | DVD版本                      |
| 2011     | 機槍教父                     | 琳恩·奇德斯                | 蜜雪兒·摩納漢          | BD&DVD版本                   |
| 2014     | 有你，生命最完整             | 艾曼達·科利爾-雷諾茲       | 蜜雪兒·摩納漢          | DVD版本                      |
| 2015     | 世界大對戰                   | 維爾莉特·凡·帕頓中校       | 蜜雪兒·摩納漢          | 劇院公映版本                 |
| 2017     | 尋找失落的心                 | 席德尼·霍爾的母親          | 蜜雪兒·摩納漢          | DVD版本                      |
| 2003     | Unspeakable                  | 黛安娜·普斯洛              | 迪娜·邁耶              | DVD版本                      |
| 2005     | 野東西3                      | 克莉絲汀·理查茲            | 迪娜·邁耶              | DVD版本                      |
| 2008     | 心計                         | 艾碧葛·巴斯                | 迪娜·邁耶              | Super！drama TV頻道          |
| 2009     | 靈書妙探                     | 伊蓮娜                     | 迪娜·邁耶              | FOX頻道                      |
| 2002     | 魔戒二部曲：雙城奇謀         | 伊歐玟                     | 米蘭達·奧圖            | 劇院公映版本                 |
| 2003     | 魔戒三部曲：王者再臨         | 伊歐玟                     | 米蘭達·奧圖            | 劇院公映版本                 |
| 2005     | 世界大戰                     | 瑪麗·安·費里爾             | 米蘭達·奧圖            | 朝日電視台版                 |
| 2006     | 博物館驚魂夜                 | 薩卡加維亞                 | 瑞緒·佩克              | 劇院公映版本                 |
| 2009     | 博物館驚魂夜2                | 薩卡加維亞                 | 瑞緒·佩克              | 劇院公映版本                 |
| 2014     | 博物館驚魂夜3                | 薩卡加維亞                 | 瑞緒·佩克              | 劇院公映版本                 |
| 2002     | 戰慄On-Line                  | 珍妮佛·“珍”·但澤           | 凱蒂·薩克沃夫          | DVD版本                      |
| 2004     | 太空堡壘卡拉狄加             | 卡拉·“星巴克”·崔斯上尉     | 凱蒂·薩克沃夫          | DVD／日本電視台版            |
| 2019     | 另一個生活                   | 尼科·布雷肯里奇            | 凱蒂·薩克沃夫          | Netflix頻道                  |
| 2003     | 駭客任務：重裝上陣           | 尼俄伯                     | 潔達·蘋姬·史密斯       | 劇院公映版本                 |
| 2003     | 駭客任務完結篇：最後戰役     | 尼俄伯                     | 潔達·蘋姬·史密斯       | 劇院公映版本                 |
| 2009     | 霍桑                         | 克莉絲汀·霍桑              | 潔達·蘋姬·史密斯       | AXN頻道                      |
| 2014     | 萬惡高譚市                   | 費雪·穆妮                  | 潔達·蘋姬·史密斯       | AXN頻道                      |
| 2016     | 阿姐萬萬醉                   | 史黛西                     | 潔達·蘋姬·史密斯       | Netflix頻道                  |
| 2012     | 復仇者聯盟                   | 瑪麗亞·希爾                | 蔻碧·史莫德            | 劇院公映版本                 |
| 2013     | 愛情避風港                   | 卡莉·喬                    | 蔻碧·史莫德            | DVD版本                      |
| 2013     | 神盾局特工                   | 瑪麗亞·希爾                | 蔻碧·史莫德            | BD&DVD版本                   |
| 2013     | 百萬精先生                   | 艾瑪                       | 蔻碧·史莫德            | DVD版本                      |
| 2014     | 美國隊長2：酷寒戰士          | 瑪麗亞·希爾                | 蔻碧·史莫德            | 劇院公映版本                 |
| 2015     | 復仇者聯盟2：奧創紀元        | 瑪麗亞·希爾                | 蔻碧·史莫德            | 劇院公映版本                 |
| 2016     | 神隱任務：永不回頭           | 蘇珊·透娜少尉              | 蔻碧·史莫德            | DVD版本                      |
| 2018     | 復仇者聯盟3：無限之戰        | 瑪麗亞·希爾                | 蔻碧·史莫德            | 劇院公映版本                 |
| 1999     | 男孩別哭                     | 布蘭登·提娜                | 希拉蕊·斯萬克          | VHS版本                      |
| 2001     | 亂世美人                     | 珍妮·德瓦洛瓦·聖雷米       | 希拉蕊·斯萬克          | DVD版本                      |
| 2002     | 白夜追兇                     | 艾莉·爾巴                  | 希拉蕊·斯萬克          | 影碟／朝日電視台版           |
| 2004     | 赤色謊言                     | 莎拉·巴爾坎特              | 希拉蕊·斯萬克          | DVD版本                      |
| 2004     | 登峰造擊                     | 瑪姬·費茲傑羅              | 希拉蕊·斯萬克          | 影碟版本                     |
| 2006     | 艷屍案中案                   | 瑪德琳·林斯科特            | 希拉蕊·斯萬克          | WOWOW版                      |
| 2007     | P.S. 我愛你                  | 荷莉·賴利-甘迺迪           | 希拉蕊·斯萬克          | 劇院公映版本                 |
| 2011     | 101次新年快樂                | 克萊爾·摩根                | 希拉蕊·斯萬克          | WOWOW版                      |
| 2014     | 漸動人生                     | 凱特                       | 希拉蕊·斯萬克          | BD&DVD版本                   |
| 2019     | AI終結戰                     | 女性                       | 希拉蕊·斯萬克          | Netflix頻道                  |
| 2007     | 錄到鬼                       | 曼奴拉·沃拉斯科            | 安琪拉·維達爾          | DVD版本                      |
| 2009     | 錄到鬼2：屍控                | 曼奴拉·沃拉斯科            | 安琪拉·維達爾          | DVD版本                      |
| 2014     | 錄到鬼4：末世錄              | 曼奴拉·沃拉斯科            | 安琪拉·維達爾          | DVD版本                      |
| 2004     | 英法情人                     | 吉爾達·貝塞                | 莎莉·賽隆              | DVD版本                      |
| 2005     | 北國性騷擾                   | 裘絲·艾米斯                | 莎莉·賽隆              | DVD版本                      |
| 2008     | 全民超人                     | 瑪麗·恩布里                | 莎莉·賽隆              | DVD版本                      |
| 2009     | 愛火燎原                     | 希薇亞                     | 莎莉·賽隆              | DVD版本                      |
| 2012     | 普羅米修斯                   | 梅莉迪絲·維克斯            | 莎莉·賽隆              | THE CINEMA頻道               |
| 2014     | 百萬種硬的方式               | 安娜                       | 莎莉·賽隆              | BD&DVD版本                   |
| 2015     | 瘋狂麥斯：憤怒道             | 芙莉歐莎指揮官             | 莎莉·賽隆              | 劇院公映／THE CINEMA頻道     |
| 2015     | 黑暗之地                     | 麗比                       | 莎莉·賽隆              | DVD版本                      |
| 2017     | 極凍之城                     | 蘿琳·布勞頓                | 莎莉·賽隆              | DVD版本                      |
| 2018     | 厭世媽咪日記                 | 瑪蘿·莫羅                  | 莎莉·賽隆              | DVD版本                      |
| 1940     | 蝴蝶夢                       | 我                         | 瓊·芳登                | PDDVD版本                    |
| 1973     | 老千計狀元才                 | 洛麗泰·沙利諾              | 迪米特拉·阿里斯        | BD版本                       |
| 1982     | 大失蹤                       | 泰麗·西蒙                  | 梅蘭妮·梅朗            | DVD版本                      |
| 1985     | 生人末日                     | 莎拉·鮑曼                  | 洛瑞·卡迪爾            | BD版本                       |
| 1985     | 威龍猛探                     | 勞拉·夏皮羅                | 索恩·艾利斯            | BD&DVD／Netfilx頻道          |
| 1985     | 摩登褓姆                     | 莉莎                       | 凱莉·勒布洛克          | BD版本                       |
| 1985     | 警察故事                     | Selina                     | 林青霞                 | BD版本                       |
| 1987     | A計劃續集                    | 石愛華                     | 黃曼凝                 | BD&DVD版本                   |
| 1988     | 紅矮星號                     | 凱薩琳娜                   | 索菲·溫克曼            | NHK綜合版                    |
| 1989     | 地獄來的芳鄰                 | 邦妮·呂斯菲爾德            | 溫蒂·沙爾              | DVD版本                      |
| 1991     | 變化                         | 馬修                       | 喬瑟夫·高登-李維       | 東京電視台版                 |
| 1993     | 絕命大煞星                   | 阿拉巴馬·惠特              | 帕特里夏·阿奎特        | 東京電視台版                 |
| 1995     | 紅番區                       | Elaine                     | 梅艷芳                 | 東京電視台版                 |
| 1995     | 性感女巨人                   | 安潔·葛瑞絲                | J·J·諾斯               | DVD版本                      |
| 1995     | 絕命時刻                     | 克莉絲塔·布魯克斯          | 葛蘿莉亞·魯本          | 日本電視台版                 |
| 1996     | 異形帝國2：攔截時光隧道      | 碧翠絲·塞佩達              | 珍妮·加戈              | VHS版本                      |
| 1997     | 危機任務                     | 貝蒂                       | 海蒂·克林              | 影碟版本                     |
| 1997     | 浪子回頭妙事多               | 芭芭拉·“餅乾”·庫克         | 譚蒂·紐頓              | VHS版本                      |
| 1997     | 火山：山上的火               | 凱利·亞當斯                | 辛西雅·吉布            | VHS版本                      |
| 1997     | 不可能的拍檔                 | 維珍尼亞                   | 瑪麗·麥克科馬克        | VHS版本                      |
| 1997     | 空軍一號                     | －                         | －                     | 影碟版本                     |
| 1997     | 不羈夜                       | 貝琪·巴奈特                | 妮可·艾瑞·派克         | VHS版本                      |
| 1997     | 絕命大反擊                   | －                         | －                     | 朝日電視台版                 |
| 1997     | 美國狼人在巴黎               | 艾咪·芬奇                  | 朱莉·鲍溫              | 東京電視台版                 |
| 1997     | 飛碟襲擊                     | －                         | －                     | VHS版本                      |
| 1998     | 動物與收費員                 | 少年                       | －                     | DVD版本                      |
| 1998     | 替身殺手                     | －                         | －                     | VHS版本                      |
| 1998     | 忍者小英雄4                  | 傑佛瑞·“柯爾特”·道格拉斯   | 邁克爾·奧拉斯基二世    | VHS版本                      |
| 1998     | 復仇者                       | 布蓮達                     | 卡門·愛喬格            | DVD版本                      |
| 1998     | 蘿拉快跑                     | 蘿拉                       | 法蘭卡·波坦特          | VHS版本                      |
| 1998     | 粉騷大聯盟                   | 奧黛塔·辛克萊              | 蓋碧·霍夫曼            | DVD版本                      |
| 1998     | 鬼馬小精靈：相見歡           | 卡斯珀〈配音〉             | 傑瑞米·福利            | VHS版本                      |
| 1998     | 下一個就是你                 | 蜜雪兒·曼奇尼              | 娜塔莎·葛瑞森·華格那   | DVD版本                      |
| 1998     | V.I.P.                       | 瓦拉里·艾恩斯              | 帕米拉·安德森          | DVD版本                      |
| 1999     | 魔法一點靈                   | 阿曼達·謝爾頓              | 莎拉·蜜雪兒·吉蘭       | VHS版本                      |
| 1999     | 魚                           | 李明賢                     | 金侖珍                 | DVD版本                      |
| 1999     | 空中塞車                     | 克莉絲朵·普羅特金          | 莫莉·普萊斯            | DVD版本                      |
| 1999     | 王牌大進擊                   | 勞倫·艾梨-戴維斯           | 伊莉莎白·摩爾黑德      | VHS版本                      |
| 1999     | 無懈可擊                     | 格蘭特·法拉第              | 斯潘塞·特里特·克拉克   | 影碟版本                     |
| 1999     | 急凍任務                     | 沃恩                       | 哈德森·蕾克            | VHS版本                      |
| 1999     | 法網遊龍：特案組             | 羅琳·漢森                  | 艾米·瑞恩              | Dlife頻道                    |
| 1999     | 午夜速遞                     | 蘿絲                       | 辛西亞·羅曼            | VHS版本                      |
| 1999     | 少女日記                     | 莉茲                       | 莎拉·帕克              | VHS版本                      |
| 1999     | 極速驚魂2：詭娃招供          | 安潔拉·“Cyclona”·加西亞    | 瑪莉亞·賽雷多尼歐      | VHS版本                      |
| 1999     | 緊迫盯人                     | 葛洛麗雅                   | 妮娜·奧芬伯克          | VHS版本                      |
| 2000     | 三人有三個夢想               | 納迪亞                     | 吉娜·麥琪              | DVD版本                      |
| 2000     | 疑雲重重                     | 莉塔                       | 海莉·杜蒙德            | WOWOW版                      |
| 2000     | 星際傳奇                     | 傑克／傑基                 | 里亞娜·格里菲斯        | BD版本                       |
| 2000     | 雪山特警                     | 梅格·福斯特                | 蘇珊·特納              | VHS版本                      |
| 2000     | 鎗王                         | 郭麗怡                     | 黃卓玲                 | VHS版本                      |
| 2000     | 天王流氓                     | 凱綸                       | 莎佛朗·布洛斯          | DVD版本                      |
| 2000     | 醫院女仁心                   | 路易莎·“路”·迪加度         | 羅莎·羅米洛            | DVD版本                      |
| 2000     | 瘋狂的塞西爾                 | 帕姆                       | 埃里卡·林恩·魯普利     | DVD版本                      |
| 2000     | 魅力四射                     | 伊西絲                     | 加布里埃爾·尤尼恩      | DVD版本                      |
| 2000     | 解剖殺人狂                   | 格雷昌                     | 安娜·露絲              | DVD版本                      |
| 2000     | 鋼管舞孃                     | 安琪                       | 戴露·漢娜              | 影碟版本                     |
| 2000     | 星艦復國記                   | 安朵美達／羅咪             | 萊克莎·多伊格          | DVD版本                      |
| 2000     | 擁有                         | 羅比·曼海姆                | 強納森·邁爾            | DVD版本                      |
| 2000     | 丹赤飛燕秀                   | 燕                         | 金侖珍                 | DVD版本                      |
| 2001     | 辣妹搶銀行                   | 堪薩斯·“逆賊”·希爾         | 米娜·蘇瓦麗            | VHS版本                      |
| 2001     | 芭樂鴛鴦                     | 吉娜                       | 莎拉·席爾蔓            | VHS版本                      |
| 2001     | 朋友                         | －                         | －                     | DVD（標準語）版本            |
| 2001     | 六呎風雲                     | 布蘭達·車諾維              | 瑞秋·葛瑞菲斯          | Super！drama TV頻道          |
| 2001     | 真愛大吐槽                   | 吉娜·泰勒                  | 珍妮佛·貝爾            | DVD版本                      |
| 2001     | 美麗痴狂                     | 妮可·歐克利                | 克斯汀·鄧斯特          | VHS版本                      |
| 2001     | 狂風沙                       | 齊·米米斯                  | 艾麗·拉特              | DVD版本                      |
| 2001     | 白爛賤客                     | 正義                       | 沙隆·伊麗莎白          | 影碟版本                     |
| 2001     | 星艦前傳                     | 特珀                       | 喬琳娜·布洛克          | Super！drama TV頻道／DVD收錄 |
| 2001     | 說不完的故事：大魔域         | Xayide                     | 維多莉亞・桑雀絲       | DVD版本                      |
| 2001     | Mutant X                     | 雷克夏·皮爾斯              | 凱倫·克里奇            | DVD版本                      |
| 2001     | 惡靈13                       | 凱西·克里提考絲            | 沙隆·伊麗莎白          | VHS&DVD版本                  |
| 2001     | 666號公路                    | 史蒂芬                     | 蘿莉·佩蒂              | DVD版本                      |
| 2001     | 太陽背後                     | 帕庫                       | 拉維·杜摩斯·拉斯達     | DVD版本                      |
| 2001     | 戰地有心人                   | 夏洛特·格雷                | 凱特·布蘭切特          | DVD版本                      |
| 2002     | 迫在眉梢                     | 丹妮絲·阿奇博爾德          | 金伯莉·伊麗絲          | 日本電視台版                 |
| 2002     | 狂野天使系列4部作            | 莉娜·海特曼                | 伊娃·哈伯曼            | DVD版本                      |
| 2002     | 巴蒂諾爾先生                 | 馬丁                       | 戴蒙·朱勒羅            | DVD版本                      |
| 2002     | 獵豹行動                     | 埃萊娜·拉博里              | 娜迪亞·法雷斯          | 影碟版本                     |
| 2002     | 財路兩人行                   | 吉娜                       | 伊娃·門德斯            | VHS版本                      |
| 2002     | 刀鋒戰士2                    | 魏蓮                       | 瑪麗特·維勒·凱爾       | 東京電視台版                 |
| 2002     | 我愛貝克漢                   | 茱利安特·“茱莉斯”·帕克斯頓 | 姬拉·麗莉              | DVD版本                      |
| 2002     | 魔蠍大帝                     | 卡珊德拉                   | 胡凱莉                 | 日本電視台版                 |
| 2002     | 追情殺手                     | 史林·希勒                  | 珍妮弗·洛佩兹          | 東京電視台版                 |
| 2002     | 限制級戰警                   | J.J.                       | 伊芙                   | 影碟版本                     |
| 2002     | 魔鬼之吻                     | 特雷莎·伯恩斯              | 瑪德琳·韋德            | DVD版本                      |
| 2002     | 理髮店                       | 泰莉·瓊斯                  | 伊芙                   | DVD版本                      |
| 2002     | 失蹤現場                     | 克蕾兒·麥特卡爾夫米亞·瓊斯 | 愛波·塔布琳妮娜·道伯瑞 | NHK-BS2版                    |
| 2002     | 燕尾服                       | 斯蒂娜                     | 黛碧·梅瑟              | WOWOW版                      |
| 2002     | 冰雪女王                     | 夏之公主                   | 綺拉·克拉薇            | DVD版本                      |
| 2002     | 芝加哥                       | 六月                       | 黛德拉·古德溫          | 影碟版本                     |
| 2002     | 野狼 Color of Pain           | 清弦                       | 何超儀                 | DVD版本                      |
| 2003     | 新郎上錯床                   | 貝琪·傑克遜                | 茱莉亞·史緹爾          | VHS版本                      |
| 2003     | 國家保安                     | 丹妮絲                     | 羅賓妮·李              | DVD版本                      |
| 2003     | C.I.A.追緝令                 | 萊拉·摩爾                  | 布麗姬·穆娜            | VHS版本                      |
| 2003     | 神探加傑特2                  | G2                         | 伊蓮·亨德里克斯        | VHS版本                      |
| 2003     | 狙擊電話亭                   | 凱莉·謝潑德                | 蕾達·蜜雪兒            | DVD版本                      |
| 2003     | 捕夢網                       | －                         | －                     | DVD版本                      |
| 2003     | 單刀直入                     | －                         | －                     | 影碟版本                     |
| 2003     | 寶刀未老                     | 安                         | 尼莎·庫哈尼茨          | DVD版本                      |
| 2003     | PTU                          | 張麗君                     | 黃卓玲                 | DVD版本                      |
| 2003     | 王牌天神                     | 蘇珊·奧爾特加              | 凱瑟琳·貝爾            | DVD版本                      |
| 2003     | 第四期計劃                   | 卡拉·塔特                  | 希瑟·馬錫森            | DVD版本                      |
| 2003     | 絕地戰警2                    | 席尼·“席德”·巴奈特         | 加布里埃爾·尤尼恩      | 影碟版本                     |
| 2003     | 四人餐桌                     | 姬銀                       | 裕善                   | DVD版本                      |
| 2003     | 觸目驚鯊                     | 凱莉·雷蒙德                | 克里斯蒂·斯旺森        | 東京電視台版                 |
| 2003     | 盛夏獅王                     | 沃特·考德威爾              | 哈利·喬·奧斯蒙         | 東京電視台版                 |
| 2004     | 記憶裂痕                     | 瑞秋·波特                  | 鄔瑪·舒曼              | 朝日電視台版                 |
| 2004     | 急診室的春天 (第10季)        | 萊莫尼埃爾太太             | 娜蒂吉·奧古斯特        | NHK-BS2版                    |
| 2004     | 熱血高速                     | 莫莉·普爾                  | 蘿娜·米莎              | 東京電視台版                 |
| 2004     | 說你愛我                     | 趙莉娜                     | 廉晶雅                 | 福岡放送版                   |
| 2004     | 活人甡吃                     | 莉茲                       | 凱特·艾許菲德          | DVD版本                      |
| 2004     | 火線救援                     | 莉莎·拉摩斯                | 蕾達·蜜雪兒            | 影碟版本                     |
| 2004     | 辣妹過招                     | 珍妮斯·艾恩                | 麗茲·凱普蘭            | DVD版本                      |
| 2004     | 重返犯罪現場 (第1季)         | 凡妮莎                     | 艾莉克絲·梅芮賽絲      | FOXCRIME頻道                 |
| 2004     | 特洛伊：木馬屠城             | －                         | －                     | －                           |
| 2004     | 旺角黑夜                     | 劉丹丹                     | 張栢芝                 | DVD版本                      |
| 2004     | 蟒蛇與蟒蛇                   | 伊芙                       | 安潔兒·鮑里斯          | DVD版本                      |
| 2004     | 超世紀戰警                   | 凱拉                       | 艾莉克莎·黛沃洛斯      | 導演剪接版本                 |
| 2004     | 末日冰封                     | 莎拉·亨利                  | 喬安娜·泰勒            | DVD版本                      |
| 2004     | 小姐好白                     | 凱倫·谷歌斯坦              | 碧西·飛利浦            | DVD版本                      |
| 2004     | 神鬼認證：神鬼疑雲           | 妮琪·帕森斯                | 茱莉亞·史緹爾          | 日本電視台版                 |
| 2004     | 代碼46                       | 瑪莉亞·岡薩雷斯            | 薩曼莎·莫頓            | DVD版本                      |
| 2004     | 異形戰場                     | 亞歷克薩·伍茲              | 桑娜·萊瑟              | DVD版本                      |
| 2004     | 新警察故事                   | Sue／周珮瑞                | 蔣怡                   | DVD版本                      |
| 2004     | 聖·拉爾夫                    | 拉爾夫·沃克                | 亞當·布撤              | DVD版本                      |
| 2004     | 2046                         | 王靖雯／WJW1967            | 王菲                   | DVD版本                      |
| 2004     | 科學怪魚                     | 伊麗莎                     | K. D. 奧貝             | DVD版本                      |
| 2004     | 生化戰士2                    | 戰士諾加瑪                 | 塔碧莎·卓曼            | DVD版本                      |
| 2004     | 雷之心靈傳奇                 | 瑪莉·安·費雪               | 安潔紐·艾莉絲          | DVD版本                      |
| 2004     | 珍·瑪波：藏書室女屍之謎      | 黛娜                       | －                     | NHK BS Premium版             |
| 2005     | 我的B型男友                  | 劉彩英                     | 申怡                   | DVD版本                      |
| 2005     | 生吞活剝                     | 達科塔                     | 多明妮克·史旺          | DVD版本                      |
| 2005     | 深入絕地                     | 朱諾                       | 娜塔莉·門多薩          | DVD版本                      |
| 2005     | 異底洞                       | 查理                       | 潘波·裴拉柏            | DVD版本                      |
| 2005     | 越獄風雲                     | 薩拉·唐克里迪              | 莎拉·維恩·考麗絲       | 日本電視台版／BD&DVD收錄     |
| 2005     | 雷霆萬鈞                     | 珍妮·克瑞絲                | 潔米瑪·盧珀            | DVD版本                      |
| 2005     | 天國可人兒                   | 伊莉莎白                   | 麗絲·韋花絲潘          | DVD版本                      |
| 2005     | 犯罪心理                     | 梅姬·“梅格”·勞             | 凱瑟琳·溫妮柯          | WOWOW版／DVD收錄             |
| 2005     | 滾石樂團                     | 安妮德·巴蘭寶              | 莫內·瑪佐              | DVD版本                      |
| 2005     | 2001個瘋子                   | 利亞                       | 畢安卡·史密斯          | DVD版本                      |
| 2005     | 婚前一叮                     | 茱莉                       | 克萊兒·丹妮絲          | DVD版本                      |
| 2005     | 天使A                        | 天使A                      | 麗·拉絲姆森            | DVD版本                      |
| 2005     | 窈窕老爸                     | 席尼·舒帕克                | 凱莉·普雷斯頓          | 劇院公映版本                 |
| 2006     | 佩佩·丹尼斯                  | 佩佩·丹尼斯                | 麗貝卡·羅梅恩          | FOX頻道                      |
| 2006     | 查理2號                      | 安娜·迪克森                | 漢娜·雷特              | DVD版本                      |
| 2006     | 翻滾吧！女孩                 | 海莉·葛拉漢                | 梅西·帕瑞格蘭          | DVD版本                      |
| 2006     | 醜女貝蒂 (第4季)             | 娜塔莉                     | 潔美-琳·辛格勒         | NHK-BS2版                    |
| 2006     | 魔女殊死戰                   | 皮爾斯校長                 | 艾米·拉隆德            | DVD版本                      |
| 2006     | 無間道風雲                   | 蔓德琳                     | 韋娜·法米加            | 劇院公映版本                 |
| 2006     | 猛鬼俱樂部                   | 凱特琳                     | 胡凱莉                 | DVD版本                      |
| 2007     | 狂凶極鱷                     | 艾維瓦·馬斯特斯            | 布魯克·蘭登            | BD&DVD版本                   |
| 2007     | 科爾特旅館                   | 希坦                       | 崔西·米登朵夫          | DVD版本                      |
| 2007     | 一球成名2                    | 喬丹娜·加西亞              | 蕾奧娜·華莉拉          | 劇院公映版本                 |
| 2007     | 數字追兇 (第3季)             | 潔西卡·馬洛                | 莉莎·維達兒            | FOXCRIME頻道                 |
| 2007     | 地窖門                       | 蘆蒂                       | 蜜雪兒·湯姆林森        | DVD版本                      |
| 2007     | 生死格鬥                     | 綾音                       | 娜塔莎·邁爾茲          | DVD版本                      |
| 2007     | 蹩腳英語                     | 諾拉·威爾德                | 帕克·波西              | DVD版本                      |
| 2007     | 王牌天神2                    | 埃芙·亞當斯蘇珊·奧爾特加   | 莫莉·香儂凱瑟琳·貝爾   | DVD版本                      |
| 2007     | 加州靡情                     | 艾薇                       | 卡拉·古奇諾            | DVD版本                      |
| 2007     | 乒乓特派員                   | 黃美棋                     | Maggie Q               | DVD版本                      |
| 2007     | 急診室的春天 (第14季)        | 潔西卡·休斯特              | 珊卓·普羅斯珀          | NHK-BS2版                    |
| 2007     | 尋覓者                       | 威爾·史坦頓                | 亞歷山大·路德韋格      | DVD版本                      |
| 2007     | 魔幻羅盤                     | 席拉芬娜·帕可拉            | 伊娃·格蓮              | 劇院公映版本                 |
| 2008     | 異度見鬼                     | 海倫·威爾斯                | 帕克·波西              | Video Market頻道             |
| 2008     | 死亡日記                     | 黛博拉·莫伊尼漢            | 蜜雪兒·摩根            | BD版本                       |
| 2008     | 史前一萬年                   | 幼少時期的達力             | 雅各布·藍頓            | 朝日電視台版                 |
| 2008     | 倒楣日                       | 艾比·巴雷特                | 唐娜·艾爾              | DVD版本                      |
| 2008     | 印第安納瓊斯：水晶骷髏王國   | 伊琳娜·斯帕爾科            | 凱特·布蘭切特          | 劇院公映／影碟版本           |
| 2008     | CSI犯罪現場 (第9季)          | 譚雅·查爾斯                | 邦尼·魯特              | WOWOW版                      |
| 2008     | 蜂蜜罐上的聖瑪利             | 珍·波萊特                  | 艾莉西亞·凱斯          | DVD版本                      |
| 2008     | 梅漢林：死亡本能 Part1       | 珍·舒妮德                  | 西西莉·迪·法蘭斯       | DVD版本                      |
| 2008     | 出口速度                     | 梅雷迪思·科爾              | 朱莉·蒙德              | DVD版本                      |
| 2008     | 閃靈俠                       | 莫根斯坦                   | 斯坦娜·卡蒂克          | DVD版本                      |
| 2009     | 珍·瑪波3：復仇的女神         | 瑪格麗特、貝麗緹           | －                     | NHK BS Premium版             |
| 2009     | 靈媒緝凶 (第5季)             | 魯絲·博迪克                | 艾莉斯·比斯利          | WOWOW版                      |
| 2009     | 玩命關頭4                    | 莉蒂·歐提茲                | 蜜雪兒·羅德里奎茲      | 朝日電視台版                 |
| 2009     | 孟漢娜電影版                 | 泰雅·賓絲                  | 泰雅·賓絲              | 劇院公映版本                 |
| 2009     | 鬼迷心竅                     | 莉莎·薛瑞登                | 艾麗·拉特              | DVD版本                      |
| 2009     | 哈珀的島                     | 艾比·米爾斯                | 伊蓮·卡西迪            | DVD版本                      |
| 2009     | 超鼠特攻                     | 華雷斯                     | 佩內洛普·克魯兹        | DVD版本                      |
| 2009     | 天地逃生                     | 安潔·“妮咔”·魯茨·提爾曼    | 琥珀·瓦萊塔            | 影碟版本                     |
| 2009     | CSI犯罪現場：邁阿密 (第8季)  | 梅麗莎·蘿絲                | －                     | WOWOW版                      |
| 2009     | 妙警賊探 (第1季)             | 塔倫·范德桑特              | 蒂安娜·盧索            | Dlife&AXN推理頻道            |
| 2009     | 聖誕節會下雪嗎               | 李雨靜                     | 鮮于善                 | 東京電視台版                 |
| 2010     | 超世紀封神榜                 | 伊俄                       | 潔瑪·艾特頓            | 朝日電視台版                 |
| 2010     | 絕地救援                     | 蕾拉·湯普森中尉            | 喬迪·梅                | DVD版本                      |
| 2010     | 舞力對決                     | 肖娜                       | 特涅莎·邦納            | WOWOW版                      |
| 2010     | 美女上錯身 (第2季)           | 薩曼莎·"山姆"·科爾比       | 莉莉·索碧斯基          | WOWOW版                      |
| 2010     | 慾海醫心 (第2季)             | 奇姆                       | 佐伊・麥克勒蘭         | WOWOW版                      |
| 2010     | 浴血任務                     | 珊卓拉                     | 吉瑟勒爾·伊迪斯        | 劇院公映版本                 |
| 2010     | 歪小子史考特                 | 蘿夢娜·福勞爾              | 瑪麗·伊莉莎白·文斯蒂德 | BD&DVD版本                   |
| 2011     | 亨利當盜                     | 茱莉·伊凡諾娃              | 韋娜·法米加            | DVD版本                      |
| 2011     | 權力的遊戲                   | 瑟曦·蘭尼斯特              | 琳娜·海蒂              | STAR CHANNEL頻道             |
| 2011     | 神鬼奇航4：幽靈海            | 安吉麗卡                   | 佩內洛普·克魯兹        | BD&DVD版本                   |
| 2011     | 末日決戰                     | 安妮·格拉斯                | 穆恩·布拉得古德        | STAR CHANNEL頻道             |
| 2011     | 阿爾法戰士                   | 葛瑞芬                     | 瑞貝卡·馬德            | DVD版本                      |
| 2011     | 熟男型不型                   | 羅比·韋弗                  | 強納·波波              | DVD版本                      |
| 2011     | 全境擴散                     | 貝絲·恩霍夫                | 桂莉芙·柏德露          | BD版本                       |
| 2011     | 極地詭變                     | 凱特·洛伊德                | 瑪麗·伊莉莎白·文斯蒂德 | DVD版本                      |
| 2011     | 疑犯追踪                     | 柔·摩根                    | 佩姬·塔柯              | AXN／日本電視台版            |
| 2011     | 重返犯罪現場 (第9季)         | 艾瑪·雷諾茲中尉            | 艾琳・科特雷爾         | FOX頻道                      |
| 2013     | 私人診所 (第6季)             | 夏洛特·金                  | 卡迪·斯特瑞蘭德        | DVD版本                      |
| 2013     | 國定殺戮日                   | 瑪麗·桑丁                  | 琳娜·海蒂              | 影碟版本                     |
| 2013     | 情慾三重奏                   | 莫妮卡                     | 莫蘭·艾蒂亞斯          | DVD版本                      |
| 2013     | 收獲                         | 凱薩琳                     | 薩曼莎·莫頓            | DVD版本                      |
| 2014     | 血色孤語                     | 費歐娜                     | 潔瑪·艾特頓            | BD版本                       |
| 2014     | 黑魚沼澤                     | 卡莉                       | 泰瑞·賈博              | DVD版本                      |
| 2014     | 夜班醫生                     | 尼娜·阿爾瓦萊斯            | 布莉安娜·馬林          | WOWOW版                      |
| 2014     | 金裝律師 (第4季)             | 莉亞                       | －                     | 隨選視訊頻道                 |
| 2014     | 重返犯罪現場：紐奧良 (第4季) | 艾咪·克里斯托              | 尼娜·裡桑德雷洛        | Super！drama TV頻道          |
| 2014     | 逍遙法外                     | －                         | －                     | Dlife頻道                    |
| 2014     | 消失的愛人                   | 瑪戈·鄧恩                  | 凱莉·庫恩              | 劇院公映版本                 |
| 2014     | 垃圾男孩                     | 加多                       | 愛德華·路易斯          | DVD版本                      |
| 2014     | 安妮                         | 柯琳·漢尼根                | 卡麥蓉·狄亞茲          | 劇院公映版本                 |
| 2015     | 天蠍 (第1季)                 | 勒內·穆諾茲                | 費爾南達·安德拉德      | Super！drama TV頻道／DVD收錄 |
| 2015     | 異次元凶間                   | 麥迪遜                     | 艾麗·拉特              | DVD版本                      |
| 2015     | 完美傢伙                     | 利亞·沃恩                  | 莎娜·拉森              | DVD版本                      |
| 2015     | 藥命效應                     | 雷貝嘉·哈里斯              | 珍妮佛·卡本特          | Super！drama TV頻道          |
| 2015     | 鯊魚湖泊                     | 梅雷迪思·赫南德茲          | 莎拉·馬拉克·雷恩       | DVD版本                      |
| 2015     | 海蒂和爺爺                   | 羅田麥爾                   | 卡塔琳娜·舒勒          | 劇院公映版本                 |
| 2016     | 路西法                       | 夏洛特·理察斯              | 翠西亞·海爾弗          | Amazon Video&Netflix頻道     |
| 2016     | 神祕入侵                     | 蔻依                       | 娜塔莎·韓絲翠          | DVD版本                      |
| 2016     | 盲點                         | 珍·多伊                    | 潔咪·亞歷山大          | WOWOW版                      |
| 2016     | 絕地逃亡                     | 大波莎                     | 伊芙·朵芮絲            | DVD版本                      |
| 2016     | 私人採購                     | 拉拉                       | 西格麗·博阿茨兹        | STAR CHANNEL 3頻道           |
| 2016     | 諾貝爾獎                     | 喬安妮·里瑟爾              | 圖娃·諾沃妮            | WOWOW版                      |
| 2016     | 鐵道飛虎                     | 由子                       | 張藍心                 | 劇院公映版本                 |
| 2017     | 天蠍 (第3季)                 | 娜塔莉雅·阿貝列夫          | 馬麗亞·邦納            | Super！drama TV頻道／DVD收錄 |
| 2017     | 反恐特警組                   | 潔西卡·科爾特斯            | 史蒂芬妮·席格曼        | Super！drama TV頻道          |
| 2017     | 羅曼律師                     | 瑪雅·奧爾斯頓              | 卡門·艾喬格            | BD&DVD版本                   |
| 2018     | 毀滅大作戰                   | 凱特·考德威爾              | 娜奧米·哈里斯          | 劇院公映版本                 |
| 2018     | 美麗男孩                     | 凱倫·巴伯爾-薛夫           | 毛拉·蒂爾尼            | DVD版本                      |
| 2018     | 馬蓋先 (第3季)               | 瑪莉亞·拉米瑞茲            | Presilah Nunez         | Super！drama TV頻道          |
| 2018     | 世界之間                     | 茱莉                       | 法蘭卡·波坦特          | DVD版本                      |
| 2019     | 極地                         | 薇薇安                     | 凱瑟琳·溫妮柯          | Netflix頻道                  |
| 2019     | 黑袍糾察隊                   | 麥德琳·史提威爾            | 伊麗莎白·蘇            | Amazon Prime Video頻道       |
| 2019     | 臥底：頭號通緝               | 布琳·史都華                | 瑞雅·希洪              | BS10頻道                     |
| 2019     | 喪屍樂園：連環屍殺           | 威奇托／克麗斯塔           | 艾瑪·史東              | 劇院公映版本                 |
| 2021     | 沙丘                         | 列特-凱恩斯博士            | 香儂·鄧肯-布魯斯特     | 劇院公映版本                 |

#### 動畫
- 新蝙蝠俠（貓女／瑟琳娜·凱爾〈吉娜·葛森（英语：Gina Gershon）〉）
- 巴斯光年的星際使命：冒險的開始（Mira Nova〈妮可兒·蘇利凡〉）
- 森林戰士（塔拉女王〈碧昂絲〉）
- 萌牛費迪南（羊來瘋〈凱特·麥金儂〉）
- 大力士（英语：Hercules (1998 TV series)）（女性）
- 約瑟傳說：夢境之王（亞西納〈茱蒂·班森〉）※DVD版。
- 彩虹小馬：友情就是魔法（月亮公主／噩夢之月）
  - 彩虹小馬：魔法公主（月亮公主、月亮副校長）
  - 彩虹小馬：坎特拉女2，彩虹搖滾（月亮副校長）
  - 彩虹小馬：坎特拉女孩3，友誼競賽（月亮副校長）
  - 彩虹小馬：坎特拉女孩4，永恆自由傳奇（月亮副校長）
- 搶救老媽大作戰（英语：Mars Needs Moms）（莉莎／麥羅的母親〈瓊安·庫薩克〉）
- 未來小子（芬妮·羅賓森〈妮可兒·蘇利凡（英语：Nicole_Sullivan）〉）
- 鞋貓劍客（Q手吉蒂〈莎瑪·希恩〉）
- 魔劍奇兵（英语：Quest for Camelot）
- 星際大戰系列
  - 星際大戰：DROID的大冒險（潔西卡）※DVD版。
  - 星球大戰：複製人之戰（TC-70）
- 變形金剛進化版（蘇莫）

### 柏青哥、角子機
- Hard Boiled -獅鷲的幻影-（日语：Hard Boiled -グリフォンの幻影-）（妮娜）
- CR地獄少女（骨女）

### 旁白

#### 電視節目
- 阿拉斯加 像星星般的故事 ～攝影家 星野道夫 遙遠大地～（NHK綜合紀錄片節目）
- 全美名作！「惡靈古堡3」～迎向被滅絕的終極之地
- BS世界的紀錄片（日语：BS世界のドキュメンタリー）
  - 〈車諾比核事故災後25年系列〉 被輻射的森林的現況
  - DNA搜査最前線

- 電影『Fate/stay night [HF]』公開直前特別節目 原典物語、劇場

#### 車站廣播
- 東日本旅客鐵道－擔當「巖根型放送」、「館山型放送」（日语：駅自動放送#巌根型放送）的女聲廣播。

#### 廣告
- 伊藤園
- SS製藥
  - （2009年）
  - （2009年）
- 奉信企業
  - （2007年）
- 參天製藥
- 莊臣
- 嬌生
- 索尼
  - Walkman × NET JUKE 『ROCK'IN 少女篇』（2006年3月30日－）
  - α100 （2006年12月18日－）
  - α100 （2007年2月23日－）
  - Pure Heart Audio（2007年3月26日－）
- Dyson
- 日產汽車
  - 日產Fuga
- 馬自達
  - 馬自達Demio （2009年）
- Rosetta Stone
- Y！mobile
  - 篇（2015年2月－）
  - 篇（2015年4月－）
  - 篇}}（2015年6月－）
  - 篇（2015年7月－）
  - 篇（2015年7月－）
  - 篇（2015年10月－）

### 其它
- 肉桂狗（Espresso）
- Style up ～提姆·岡恩的風格指南（日语：ティム・ガンのファッションチェック）（薇洛妮卡·韋博（英语：Veronica Webb））
- TBS「戴安娜王妃」文獻紀錄片 「戴安娜王妃的最後90日」（戴安娜王妃）
- 埃及超級歷史 場景推理 圖坦卡門與三個人的母親（娜芙蒂蒂）
- 全體（秘）行動中 特別篇 世界驚人影像100連發（日语：トリハダ（秘）スクープ映像100科ジテン）（聲音出演）
- 實錄世界的神祕（日语：実録世界のミステリー）（聲音出演）
- 《TIARA！（日语：ティアラ!）》名作劇場「人魚公主」（海之魔女）
- 看清世界！電視特搜部（日语：世界まる見え!テレビ特捜部）（聲音出演）

## 腳註

## 外部連結
- 大澤事務所公式官網的聲優簡介 （页面存档备份，存于） （日語）
- 本田貴子的X（前Twitter） （日語）
- 本田貴子—日本藝人名鑑 （页面存档备份，存于） （日語）